# Composition 1950 (Composition grise)
Composition 1950 (Composition grise) est  une huile sur toile de Nicolas de Staël réalisée en 1950, année où l’artiste commence à être reconnu et où il a produit un très grand nombre de toiles toutes intitulées Composition avec des variantes dans le titre, généralement suivi de la date, de sorte que l’année 1950 comporte plus de quarante Compositions 1950, en excluant celle surtitrée Composition grise dans le catalogue raisonné établi par Françoise de Staël en collaboration avec Anne de Staël, André Chastel et Germain Viatte (Composition en gris et bleu, Composition bleue). 
Cette toile figure au n° 257 du catalogue raisonné qui répertorie encore, pour la même année vingt six Compositions 1950  auxquelles  les auteurs du catalogue on ajouté une couleur dans le titre pour les différencier : Composition 1950 (vert pâle gris et rouge), huile sur toile 45,9 × 61,1 cm, Denver Art Museum, Denver, Colorado,  Composition 1950 (rouge), 1950, huile sur toile 80,3 × 99,5 cm, Musée d'art de Saint-Louis, Saint-Louis.

## Contexte
C’est une année faste pour Nicolas de Staël qui commence à être acheté massivement par des collectionneurs et par des musées américains ou européens. Son atelier se vide comme par enchantement  et ses Compositions 1950, vont prendre place dans les musées : Composition 1950 (Staël), huile sur toile 124,8 × 79,2 cm, Tate (galerie) Londres,  Composition 1950 (untitled), huile sur toile 60 × 92 cm, Musée d’Israël, Jérusalem, Israël. Composition  1950  (Composition sans titre) , 1950, huile sur toile 124,8 × 79,2 cm, Tate (galerie), Londres.  C’est aussi l’année où l’abstrait s’éloigne de plus en plus  du groupe des abstraits qu’il désigne comme:  le gang de l’abstraction avant et dont il demande à Bernard Dorival, directeur du Musée d’art moderne de Paris de l’écarter.
Cette même année, se tient chez Jacques Dubourg boulevard Haussmann du 1er au 15 juin, une exposition Nicolas de Staël où sont réunis  d’anciens tableaux comme De la danse, mais aussi des toiles plus récentes, ses compositions  comme Composition en gris et bleu. Des personnalités prestigieuses sont présentes dans la galerie et achètent des toiles. « ... Breton était là avec son air de peintre retraité(...) il y avait aussi des journalistes : Patrick Waldberg, Julien Saillet. »
Dans le journal L'Observateur, Charles Estienne compare la lumière de Staël à celle de Rembrandt. Et André Chastel dans le journal Le Monde, écrit : « Staël a le don fort rare chez les abstraits  d’occuper pleinement les grands formats . »

## Description
Cette toile est la composition la plus monumentale de Nicolas de Staël qui s’attaquera par la suite à des formats encore plus grands comme Le Concert (Le Grand Concert : L'Orchestre), 1955, huile sur toile 350 × 600 cm, musée Picasso, Antibes, dernier tableau de Staël n° 1100 du catalogue raisonné.  La Composition grise  a probablement été réalisée entre la fin de l’année 1949 et le début 1950. Composée de larges aplats maçonnés au couteau qui organise la surface en larges pans contrastés, avec des blocs d’un gris tantôt dense, tantôt velouté, cette composition grise redonne aux gris des sonorités profondes.
La toile figure parmi les œuvres exposées lors de la rétrospective au Centre national d’art et de culture Georges-Pompidou de 2003.  Achetée par l’historien d’art anglais Denys Sutton dès 1950, elle est mise en vente en 2014 chez Sothebys.